# Luh nad Svatavou
Luh nad Svatavou (německy Werth) je malá vesnice, část obce Josefov v okrese Sokolov v Karlovarském kraji. Nachází se asi jeden kilometr severně od Josefova. Je zde evidováno 35 adres. V roce 2011 zde trvale žilo 39 obyvatel.
Luh nad Svatavou je také název katastrálního území o rozloze 4,76 km². V katastrálním území Luh nad Svatavou leží i Hřebeny a Josefov.

## Historie
První písemná zmínka o vesnici pochází z roku 1350. Při sčítání lidu v roce 1921 zde žilo 208 obyvatel, z nichž jeden byl Čechoslovák, 207 bylo Němců. Všichni se hlásili k římskokatolické církvi. V letech 1938 až 1945 byl Luh, v důsledku uzavření Mnichovské dohody, přičleněn k nacistickému Německu.

## Obyvatelstvo
| Rok            | 1869 | 1880 | 1890 | 1900 | 1910 | 1921 | 1930 | 1950 | 1961 | 1970 | 1980 | 1991 | 2001 | 2011 | 2021 |
| -------------- | ---- | ---- | ---- | ---- | ---- | ---- | ---- | ---- | ---- | ---- | ---- | ---- | ---- | ---- | ---- |
| Počet obyvatel | 121  | 208  | 175  | 215  | 218  | 208  | 272  | 131  | 151  | 106  | 89   | 23   | 30   | 39   | 56   |
| Počet domů     | 23   | 33   | 33   | 34   | 34   | 35   | 51   | 56   | -    | 31   | 31   | 14   | 14   | 19   | 20   |

## Obecní správa
Při sčítání lidu v letech 1850–1879 Luh nad Svatavou byl osadou obce Krajková v okrese Falknov. V letech 1880–1976 byl samostatnou obcí v okrese Sokolov (v letech 1890–1910 Falknov a v letech 1921–1930 Falknov nad Ohří). Od 1. dubna 1976 do 30. června 1990 byl opět částí obce Krajková v okrese Sokolov. Od 1. července 1990 je částí obce Josefov v okrese Sokolov. V letech 1880–1976 k obci patřily Hřebeny a v letech 1948–1976 také Radvanov.

## Doprava
Vesnicí prochází železniční trať Sokolov–Zwotental, na které leží železniční zastávka Luh nad Svatavou.